# Lara de Miguel
Lara de Miguel Solís (Madrid, 8 de octubre de 1980) es una actriz y presentadora de TV española.

## Biografía
Se inició en el mundo de la publicidad con tan solo seis meses de edad en un anuncio de alimentos infantiles. A los siete años se convierte en actriz, cuando participa en el espacio infantil Los mundos de Yupi (1987), de Televisión Española.
Su popularidad aumenta a partir de 1991 cuando, junto al niño Tito Augusto, sustituye a Ana Chávarri y Raquel Carrillo, en las labores de presentación del concurso VIP Guay, de Telecinco, acompañando a quien entonces era la estrella de la cadena, Emilio Aragón.
Finalizado el programa, pasa a Antena 3. Primero copresenta el espacio La Guardería (1993), con Teresa Rabal; después retoma su faceta de intérprete en la serie de éxito, como ¡Ay, Señor, Señor! (1995), con Andrés Pajares.
En 1997 actúa en Querido maestro, con Imanol Arias. Tras esa experiencia, le llega la oportunidad de interpretar uno de los papeles más destacados de su carrera, el de Sara Antón en la serie sobre adolescentes Compañeros. Lara se mete en la piel del personaje durante tres años, entre 1998 y 2001 y lo retoma en la película No te fallaré (2001).
Con posterioridad ha continuado su actividad en la pequeña pantalla con nuevos proyectos, como Un lugar en el mundo (2003) y El pasado es mañana (2006).
Frente a la frecuencia con la que se ha prodigado en televisión, su carrera cinematográfica ha sido mucho más limitada. Destaca un pequeño papel, Bárbara, una prostituta del club, en la película Canciones de amor en Lolita's Club (2007), de Vicente Aranda.
Entre sus apariciones televisivas más recientes están pequeñas colaboraciones en las series MIR (2007), Cuenta Atrás (2008), en esta última coincidiendo con varios de los actores con los que compartió protagonismo en Compañeros y La que se avecina (2008).
A finales de 2008 se incorpora al reparto de la serie de Telemadrid, 2 de mayo. La libertad de una nación.
En el año 2011 fue madre de una niña, según anunció la propia actriz en su web.

## Filmografía

### Teatro
- La cueva de Salamanca (2008-2009), Directora: Sonia Sebastián.
- El viejo celoso (2008-2009), Directora: Sonia Sebastián.
- Musical del Bosque (2006-2007), Director: Felipe Olavarría Orrego.
- La isla del tesoro (2005-2006), Director: Christian Martens.

### Cine
| Año  | Título                                             | Personaje           | Dirección                             |
| ---- | -------------------------------------------------- | ------------------- | ------------------------------------- |
| 2018 | Tutor                                              | Paola               | Diego Arjona                          |
| 2016 | Reencarnación (cortometraje)                       | Beatriz             | Sonia Madrid                          |
| 2015 | One Step Ahead (cortometraje)                      | Sofía               | Caque Trueba y Juan Trueba            |
| 2013 | Pixel Theory (segmento "Historia de una histeria") | La artista Irina V. | Juan José Ramírez Mascaró             |
| 2012 | Otra Cosa (cortometraje)                           | Iris                | Laura Molpeceres                      |
| 2011 | Hipótesis (cortometraje)                           | Novia               | Roberto Goñi                          |
| 2011 | Pedro Pan (cortometraje)                           | Isabelilla          | Gabriel Carmona                       |
| 2010 | Corto instantáneo número 2 (cortometraje)          | Lara                | Nicolás Britos                        |
| 2010 | Vinagre & Bombones (cortometraje)                  | Ella                | Jesús Plaza                           |
| 2008 | Celos, una teoría (cortometraje)                   | Ella                | Jorge Galeano                         |
| 2007 | Canciones de amor en Lolita's Club                 | Bárbara             | Vicente Aranda                        |
| 2007 | Sonríe (cortometraje)                              | Chica               | Jorge Galeano                         |
| 2005 | El invierno pasado (cortometraje)                  | Voz                 | Rubén Alonso                          |
| 2002 | Fobias                                             |                     | Alfonso Ledo de Pablo y Jaime Bamatán |
| 2001 | No te fallaré                                      | Sara                | Manuel Ríos San Martín                |
| 2000 | Llamaba para despedirme                            |                     | Manuel Feijóo                         |
| 1998 | El sótano                                          |                     | Hugo Stuven                           |
| 1998 | Copia Nueva                                        | Lara                | Indalecio Coruguedo                   |
| 1991 | El beatio de 2000W                                 |                     | Manuel Summers                        |
| 1987 | Supercam                                           |                     |                                       |

### Televisión
- Derecho a soñar (2019)
- Pequeñas coincidencias (2018)
- Colegas (2017-2018)
- Días sin luz (2008), Antena 3, Director: Antonio Hernández.
- 2 de Mayo (2008), Personaje principal, BocaBoca para Telemadrid.
- La que se avecina (2008), Personaje episódico, Miramón Mendi para Telecinco.
- MIR (2006), Personaje episódico (Bea), Videomedia para Telecinco.
- El pasado es mañana (2005), Personaje principal (Mar Arce), Starline producciones para Telecinco.
- Un lugar en el mundo (2003), Personaje principal (Gemma), Boomerang para Antena3.
- Hospital Central (2002), Personaje episódico, Videomedia para Telecinco.
- Compañeros (1998-2001), Personaje principal (Sara Antón), Globomedia para Antena3.
- Querido maestro (1996), Personaje secundario (Carolina), Telecinco.
- Menudo es mi padre (1995), Personaje secundario, Antena3.
- ¡Ay, Señor, Señor! (1994), Personaje secundario (Vicky), Antena3.
- Telecupón (1994-1995), Telecinco.
- Vip Guay (1992-1993), Telecinco.
- Super Guay (1992), Telecinco.
- La Guardería (1990-1991), Antena3.
- Los mundos de Yupi (1988-1989), Personaje principal, RTVE.
- Historias del otro lado (1988), RTVE.